# Clasificación para la Copa Mundial de Fútbol de 1938
Para la Copa Mundial de Fútbol de 1938, realizada en Francia, se inscribieron treinta y siete equipos para un total de dieciséis cupos. Por primera vez, los campeones del torneo previo (en este caso, Italia) y el equipo local (Francia) se clasificaron automáticamente, por lo que en las clasificatorias se disputaron catorce cupos directos al evento mundial.
Originalmente, el torneo había sido diseñado para ser realizado alternadamente entre Sudamérica y Europa. Sin embargo, Jules Rimet convenció a la FIFA de realizar el evento en su patria natal, lo que desató el rechazo de la mayoría de los participantes americanos. Argentina, Colombia, Costa Rica, El Salvador, los Estados Unidos, la Guayana Neerlandesa, México y Uruguay retiraron sus participaciones. De igual manera, España se retiró de las competiciones debido a la guerra civil española y Japón lo hizo a causa de la segunda guerra sino-japonesa. 
Los 26 equipos restantes se dividieron en 12 grupos, repartidos de acuerdo a criterios geográficos:
- Europa (grupos 1 al 9): 11 cupos y 23 equipos, incluyendo Egipto y Mandato británico de Palestina).
- Sudamérica (grupo 10): 1 cupo y 1 equipo.
- Norteamérica y el Caribe (grupo 11): 1 cupo y 1 equipo.
- Asia: 1 cupo y 1 equipo.
- África y Oceanía: 0 cupos y 0 equipos.

Tras el Anschluss, el equipo de Austria se retiró después de clasificarse. Su cupo fue ofrecido por la FIFA a Inglaterra, pero tras su rechazo el cupo fue cancelado, por lo que solo quince equipos participaron en el torneo final.

## Europa

### Grupo 1
| Pos. | Equipo        | Pts. | PJ | G | E | P | GF | GC | Dif. | Clasificación          |
| ---- | ------------- | ---- | -- | - | - | - | -- | -- | ---- | ---------------------- |
| 1    | Alemania nazi | 9    | 3  | 3 | 0 | 0 | 11 | 1  | +10  | Clasificado al Mundial |
| 2    | Suecia        | 6    | 3  | 2 | 0 | 1 | 11 | 7  | +4   | Clasificado al Mundial |
| 3    | Estonia       | 3    | 3  | 1 | 0 | 2 | 4  | 11 | −7   |                        |
| 4    | Finlandia     | 0    | 3  | 0 | 0 | 3 | 0  | 7  | −7   |                        |

 Fuente:  
| 16-6-1937 | Suecia                                      | 4-0 | Finlandia | Estadio Råsunda, Estocolmo                                   |                                                              |
|           | Bunke 60' 82' · Persson 65' · Svanström 68' |     |           | Asistencia: 19 544 espectadores Árbitro(s): Kolbjørn Daehlen | Asistencia: 19 544 espectadores Árbitro(s): Kolbjørn Daehlen |

| 20-6-1937 | Suecia                                                                       | 7-2 | Estonia                   | Estadio Råsunda, Estocolmo                             |                                                        |
|           | Josefsson 7' 41' · Bunke 40' · Jonasson 49' (pen.) · Wetterström 73' 77' 84' |     | Siimenson 2' · Uukkivi 3' | Asistencia: 18 270 espectadores Árbitro(s): Otto Remke | Asistencia: 18 270 espectadores Árbitro(s): Otto Remke |

| 29-6-1937 | Finlandia | 0-2 | Alemania nazi          | Pallokenttä, Helsinki                                |                                                      |
|           |           |     | Lehner 26' · Urban 38' | Asistencia: 6619 espectadores Árbitro(s): Otto Remke | Asistencia: 6619 espectadores Árbitro(s): Otto Remke |

| 19-8-1937 | Finlandia | 0-1 | Estonia     | Urheilupuisto, Turku                                  |                                                       |
|           |           |     | Kuremaa 56' | Asistencia: 4797 espectadores Árbitro(s): Ivan Eklind | Asistencia: 4797 espectadores Árbitro(s): Ivan Eklind |

| 29-8-1937 | Alemania nazi                    | 4-1 | Estonia       | Horst-Wessel Stadion, Königsberg                           |                                                            |
|           | Lehner 50' 65' · Gauchel 53' 86' |     | Siimenson 34' | Asistencia: 18 000 espectadores Árbitro(s): Bruno Pfützner | Asistencia: 18 000 espectadores Árbitro(s): Bruno Pfützner |

| 21-11-1937 | Alemania nazi                               | 5-0 | Suecia | Altonaer Stadion, Hamburgo                                 |                                                            |
|            | Siffling 2' 57' · Szepan 8' · Schön 48' 63' |     |        | Asistencia: 51 000 espectadores Árbitro(s): Bruno Pfützner | Asistencia: 51 000 espectadores Árbitro(s): Bruno Pfützner |

| Bandera de Alemania |  | Bandera de Suecia |
| Alemania nazi       |  | Suecia            |

### Grupo 2
| Equipo 1 | Agr. | Equipo 2                | Ida | Vuelta |
| -------- | ---- | ----------------------- | --- | ------ |
| Noruega  | 6-5  | Estado Libre de Irlanda | 3-2 | 3-3    |

| 10-10-1937 | Noruega                         | 3-2     | Estado Libre de Irlanda   | Ullevaal Stadion, Oslo                                   |                                                          |
|            | Kvammen 30' 64' · Martinsen 78' | Reporte | Geoghegan 37' · Dunne 49' | Asistencia: 19 000 espectadores Árbitro(s): Peco Bauwens | Asistencia: 19 000 espectadores Árbitro(s): Peco Bauwens |

| 7-11-1937 | Estado Libre de Irlanda                 | 3-3 (Global 5-6) | Noruega                         | Dalymount Park, Dublín                                   |                                                          |
|           | Dunne 10' · O'Flanagan 62' · Duggan 88' | Reporte          | Kvammen 16' 33' · Martinsen 49' | Asistencia: 27 000 espectadores Árbitro(s): Thomas Gibbs | Asistencia: 27 000 espectadores Árbitro(s): Thomas Gibbs |

| Bandera de Noruega |
| Noruega            |

### Grupo 3
| Equipo 1 | Agr. | Equipo 2   | Ida | Vuelta |
| -------- | ---- | ---------- | --- | ------ |
| Polonia  | 4-1  | Yugoslavia | 4-0 | 0-1    |

| 10-10-1937 | Polonia                                     | 4-0 | Yugoslavia | Estadio del Ejército Polaco, Varsovia                       |                                                             |
|            | Piątek 3' 20' · Wostal 59' · Wilimowski 78' |     |            | Asistencia: 30 000 espectadores Árbitro(s): Lucien Leclercq | Asistencia: 30 000 espectadores Árbitro(s): Lucien Leclercq |

| 3-4-1938 | Yugoslavia     | 1-0 (Global 1-4) | Polonia | Stadion BSK, Belgrado          |                                |
|          | Marjanović 61' |                  |         | Árbitro(s): Rinaldo Barlassina | Árbitro(s): Rinaldo Barlassina |

| Bandera de Polonia |
| Polonia            |

### Grupo 4
Egipto iba a enfrentar a Rumania el 17 de diciembre de 1937. Sin embargo, Egipto abandonó el torneo luego de que las autoridades egipcias objetaran jugar en esa fecha, ya que justo en ese momento en el que se celebra el Ramadán. Por lo tanto, Rumania decidió enfrentar en esa fecha al club First Vienna de Austria en un partido amistoso al haber obtenido la clasificación.
| Bandera de Rumania |
| Rumania            |

### Grupo 5
El grupo estuvo compuesto de dos etapas. En la primera, Portugal y la Unión Soviética debían enfrentarse en partidos de ida y vuelta. El ganador jugaría contra el cabeza de serie, Suiza, en un partido simple en cancha neutral para definir al clasificado para el torneo mundialista. La Unión Soviética se retira debido a presiones políticas, por lo que Portugal se clasifica automáticamente para la fase final.

#### Ronda final
| 1-5-1938 | Suiza                | 2-1 | Portugal            | Arena Civica, Milán, Italia                                  |                                                              |
|          | Aeby 24' · Amado 29' |     | Peyroteo 72' (pen.) | Asistencia: 16 000 espectadores Árbitro(s): Francesco Mattea | Asistencia: 16 000 espectadores Árbitro(s): Francesco Mattea |

| Bandera de Suiza |
| Suiza            |

### Grupo 6
|  |           |           |         |   |   |    |        |        |  |  |   |  |
|  |           |           |         |   |   |    |        |        |  |  |   |  |
|  | Palestina | Palestina | 1       | 0 | 1 |    |        |        |  |  |   |  |
|  | Grecia    | Grecia    | 3       | 1 | 4 |    |        |        |  |  |   |  |
|  |           |           |         |   |   |    | Grecia | Grecia |  |  | 1 |  |
|  |           | Hungría   | Hungría |   |   | 11 |        |        |  |  |   |  |
|  |           |           |         |   |   |    |        |        |  |  |   |  |
|  |           |           |         |   |   |    |        |        |  |  |   |  |

#### Primera ronda
| 22-1-1938 | Mandato británico de Palestina | 1-3 | Grecia                            | Maccabi Ground, Tel Aviv | |
|           | Neufeld 36'                    |     | Vikelidis 15', 30' · Migiakis 73' | Asistencia: 8000 espectadores Árbitro(s): [[Archivo:{{{bandera alias-1920}}}\|20x20px\|border\|Bandera de Egipto]] Mohammed Youssef | Asistencia: 8000 espectadores Árbitro(s): [[Archivo:{{{bandera alias-1920}}}\|20x20px\|border\|Bandera de Egipto]] Mohammed Youssef |

| 20-1-1938 | Grecia               | 1-0 (Global 4-1) | Mandato británico de Palestina | Stadio Leoforos Alexandras, Atenas                       |                                                          |
|           | Vikelidis 88' (pen.) |                  |                                | Asistencia: 12 000 espectadores Árbitro(s): Mika Popovic | Asistencia: 12 000 espectadores Árbitro(s): Mika Popovic |

#### Ronda final
| 25-3-1938 | Hungría                                                                                 | 11-1    | Grecia     | Hungária, Budapest                                        |                                                           |
|           | Zsengellér 15' 23' (pen.) 25' 65' 81' · Titkos 18' 75' · Vincze 26' · Nemes 34' 40' 52' | Reporte | Makris 89' | Asistencia: 12 000 espectadores Árbitro(s): Denis Xifando | Asistencia: 12 000 espectadores Árbitro(s): Denis Xifando |

| Bandera de Hungría |
| Hungría            |

### Grupo 7
| Equipo 1 | Agr. | Equipo 2       | Ida | Vuelta |
| -------- | ---- | -------------- | --- | ------ |
| Bulgaria | 1-7  | Checoslovaquia | 1-1 | 0-6    |

| 7-11-1937 | Bulgaria              | 1-1 | Checoslovaquia | Junak Stadion, Sofía                                           |                                                                |
|           | Panchediev 89' (pen.) |     | Ríha 44'       | Asistencia: 15 000 espectadores Árbitro(s): Rinaldo Barlassina | Asistencia: 15 000 espectadores Árbitro(s): Rinaldo Barlassina |

| 24-4-1938 | Checoslovaquia                                   | 6-0 (Global 7-1) | Bulgaria | AC Sparta Stadion, Praga                                    |                                                             |
|           | Šimůnek 21' 79' 89' · Nejedlý 57' 77' · Ludl 73' |                  |          | Asistencia: 28 000 espectadores Árbitro(s): Pál von Hertzka | Asistencia: 28 000 espectadores Árbitro(s): Pál von Hertzka |

| Bandera de Checoslovaquia |
| Checoslovaquia            |

### Grupo 8
|  |          |          |         |   |   |   |         |         |  |  |   |  |
|  |          |          |         |   |   |   |         |         |  |  |   |  |
|  | Letonia  | Letonia  | 4       | 5 | 9 |   |         |         |  |  |   |  |
|  | Lituania | Lituania | 2       | 1 | 3 |   |         |         |  |  |   |  |
|  |          |          |         |   |   |   | Letonia | Letonia |  |  | 1 |  |
|  |          | Austria  | Austria |   |   | 2 |         |         |  |  |   |  |
|  |          |          |         |   |   |   |         |         |  |  |   |  |
|  |          |          |         |   |   |   |         |         |  |  |   |  |

#### Primera ronda
| 29-7-1937 | Letonia                             | 4-2 | Lituania                    | ASK Stadions, Riga                                       |                                                          |
|           | Kaņeps 19' 52' 83' · Vestermans 50' |     | Gudelis 79' · Paulionis 90' | Asistencia: 10 000 espectadores Árbitro(s): Gustav Krist | Asistencia: 10 000 espectadores Árbitro(s): Gustav Krist |

| 3-9-1937 | Lituania      | 1-5 (Global 3-9) | Letonia                                                  | Valstybinis stadionas, Kaunas                                 |                                                               |
|          | Paulionis 72' |                  | Kaņeps 4' 45' (pen.) · Borduško 11' 30' · Vestermans 67' | Asistencia: 10 000 espectadores Árbitro(s): Hans Frankenstein | Asistencia: 10 000 espectadores Árbitro(s): Hans Frankenstein |

#### Ronda final
| 5-10-1937 | Austria                    | 2-1 | Letonia       | Estadio Prater, Viena                                      |                                                            |
|           | Jerusalem 15' · Binder 33' |     | Vestermans 6' | Asistencia: 16 000 espectadores Árbitro(s): Pál von Hercka | Asistencia: 16 000 espectadores Árbitro(s): Pál von Hercka |

| Bandera de Austria |
| Austria            |

A pesar de clasificarse, Austria no participó en el torneo al ser anexada por la Alemania nazi. Si bien Letonia fue la segunda de la llave, nunca se le dio la  oportunidad de reemplazar a los austríacos. El cupo le fue ofrecido a Inglaterra que rechazaron el cupo, dejando el cupo vacante.

### Grupo 9
Dinamarca abandonó la eliminatoria.
| Pos. | Equipo       | Pts. | PJ | G | E | P | GF | GC | Dif. | Clasificación          |
| ---- | ------------ | ---- | -- | - | - | - | -- | -- | ---- | ---------------------- |
| 1    | Países Bajos | 4    | 2  | 1 | 1 | 0 | 5  | 1  | +4   | Clasificado al Mundial |
| 2    | Bélgica      | 4    | 2  | 1 | 1 | 0 | 4  | 3  | +1   | Clasificado al Mundial |
| 3    | Luxemburgo   | 0    | 2  | 0 | 0 | 2 | 2  | 7  | −5   |                        |

 Fuente:  
| 28-11-1937 | Países Bajos                   | 4-0 | Luxemburgo | Stadion Feijenoord, Róterdam                                |                                                             |
|            | Smit 29' · de Boer 68' 78' 82' |     |            | Asistencia: 40 000 espectadores Árbitro(s): Karl Weingarter | Asistencia: 40 000 espectadores Árbitro(s): Karl Weingarter |

| 13-3-1938 | Luxemburgo          | 2-3 | Bélgica                                  | Stade Municipal, Luxemburgo                                    |                                                                |
|           | Libar 4' · Kemp 33' |     | Voorhoof 19' · Braine 55' · de Vries 59' | Asistencia: 11 200 espectadores Árbitro(s): Georges Capdeville | Asistencia: 11 200 espectadores Árbitro(s): Georges Capdeville |

| 3-4-1938 | Bélgica        | 1-1 | Países Bajos       | Bosuilstadion, Amberes                                    |                                                           |
|          | Isemborghs 53' |     | van Spaandonck 37' | Asistencia: 47 660 espectadores Árbitro(s): Arthur Jewell | Asistencia: 47 660 espectadores Árbitro(s): Arthur Jewell |

| Bandera de Bélgica |  | Bandera de los Países Bajos |
| Bélgica            |  | Países Bajos                |

## Sudamérica

### Grupo 1
Argentina se retiró por desacuerdos sobre la sede. Brasil se clasificó automáticamente.
| Bandera de Brasil |
| Brasil            |

## Norteamérica

### Grupo 1
Estados Unidos, Costa Rica, México, Canadá y Guayana Neerlandesa se retiraron. Cuba se clasificó automáticamente.
| Bandera de Cuba |
| Cuba            |

## Asia

### Grupo 1
Japón se retiró. Indias Orientales Neerlandesas se clasificó automáticamente.
| Bandera de los Países Bajos    |
| Indias Orientales Neerlandesas |

## Equipos clasificados
| Equipos participantes | Equipos participantes          | Equipos participantes | Equipos participantes |
| --------------------- | ------------------------------ | --------------------- | --------------------- |
| Alemania nazi         | Checoslovaquia                 | Italia                | Rumania               |
| Bélgica               | Francia                        | Noruega               | Suecia                |
| Brasil                | Hungría                        | Países Bajos          | Suiza                 |
| Cuba                  | Indias Orientales Neerlandesas | Polonia               |                       |

En cursiva, los debutantes en la Copa Mundial.